# 1909 في فنلندا
فيما يلي قوائم الأحداث التي وقعت خلال عام 1909 في فنلندا.

## سياسة

### انتهاء فترة المنصب
- 31 مايو – يوهو كوستي بآسيكيفي عضو برلمان فنلندا  [لغات أخرى]‏.

## مواليد

### سبتمبر
- 22 سبتمبر – فيليو كايافا كاتب فنلندي.[1]

## وفيات

### يناير
- 1 يناير – أدولف فون بيكر (مواليد 1831) فنان فنلندي.[2]